# La Loma, Indé
La Loma är en ort i Mexiko.   Den ligger i kommunen Indé och delstaten Durango, i den centrala delen av landet, 900 km nordväst om huvudstaden Mexico City. La Loma ligger 1 825 meter över havet och antalet invånare är 207.
Terrängen runt La Loma är varierad.  Trakten runt La Loma är nära nog obefolkad, med mindre än två invånare per kvadratkilometer. Närmaste större samhälle är Santa María del Oro, 16,9 km väster om La Loma. Omgivningarna runt La Loma är i huvudsak ett öppet busklandskap.